# شاربط بساق الريح
شاربط بساق الريح ، أغنية صنعانية قديمة من أغاني الفنان الراحل علي بن علي الآنسي. لحن الأغنية مكون من جزأين أحدهما موال، وقد غناها الآنسي مع العود والكمان ونظراً لعدم وجود سوى هاتين الآلتين فقد حاول التفنن في العزف حيت سبق أداءه للأغنية عزفه لتقاسيم، كذلك حاول إبراز موهبته داخل الأغنية من خلال عزف اللحن.

## الأغنية الحمينية
```
قصيدتها 
حمينية
 «أي ليست بالفصحى» لكن الشعر الحُمَيْني وهو نوع من الشعر اليمني أقرب إلى 
الفصحى
 من العامية، ما عدا إبدال بعض الحروف مثل كلمة: ”شَرْبِط“ فهي بالفصحى ”سأربط“ أي سوف أربط، وكلمة ابْسِر فهي بالفصحى ابْصِر أي انْظُر.
```

## تقسيم البيت
الكلمات، وينقسم البيت إلى شطرين كل شطر له قافية مستقلة، الشطر الأول قافيته ميم ساكنة، والشطر الثاني قافيته ياء، الياء تحسب قافية في الشعر الحميني، مفتوحة قريباً إلى المد بالألف، كما في قوله لوما رجعت إلا بقايا فجميع الكلمات في نهاية كل بيت تنطق قافيتها كما في كلمة بقايا: